# Banera
Banera o Bunera fou una thikana o jagir de l'antic principat de Mewar. La formaven 111 pobles. La capital era Banera a uns 145 km al nord-est d'Udaipur (Rajasthan), prop de l'estació de Mandal, una ciutat vallada amb una fortalesa i un palau, amb 4.261 habitants el 1901. Avui és part del districte de Bhilwara. Actualment és un dels 12 tehsils del districte de Bhilwara a l'estat de Rajasthan a l'Índia.
Banera també fou una circumscripció per a l'Assemblea Legislativa de Rajasthan fins 2008. Des de 2008es va unir a la circumscripció de Shahpura, Bhilwara per la Comissió de Delimitació de l'Índia.

## Història
El territori fou ocupat per Akbar el 1567 però Aurangzeb la va entregar a Bhim Singh, fill jove de Raj Singh I de Mewar (1681) amb títol de raja i panj hazari. La fortalesa fou construïda el 1726 i uns trenta anys després fou capturada pel raja de Shahpura però més tard Raj Singh II la va reconquerir i fou retornada al seu anterior propietari. El raja de Banera tenia una alta situació dins la nobles de Mewar i gaudia de certs privilegis únics.

## Llista de rajàs
- Bhim Singh I 1681-?
- Surya Mal ?-1701
- Surtan Singh 1701-?
- Sardar Singh ?-1759
- Rai Singh 1759-1769
- Hameer Singh, 1769-1805
- Bhim Singh II 1805-1830
- Udai Singh 1830-1836
- Sangram Singh 1836-1855
- Govind Singh, 1855-1905[4]
- Akshay Singh 1905-1909
- Amar Singh 1909-1947 (+1955)[5]